# Roystonea oleracea
Roystonea oleracea ist eine in der und um die Karibik heimische Palmenart aus der Gattung Roystonea.

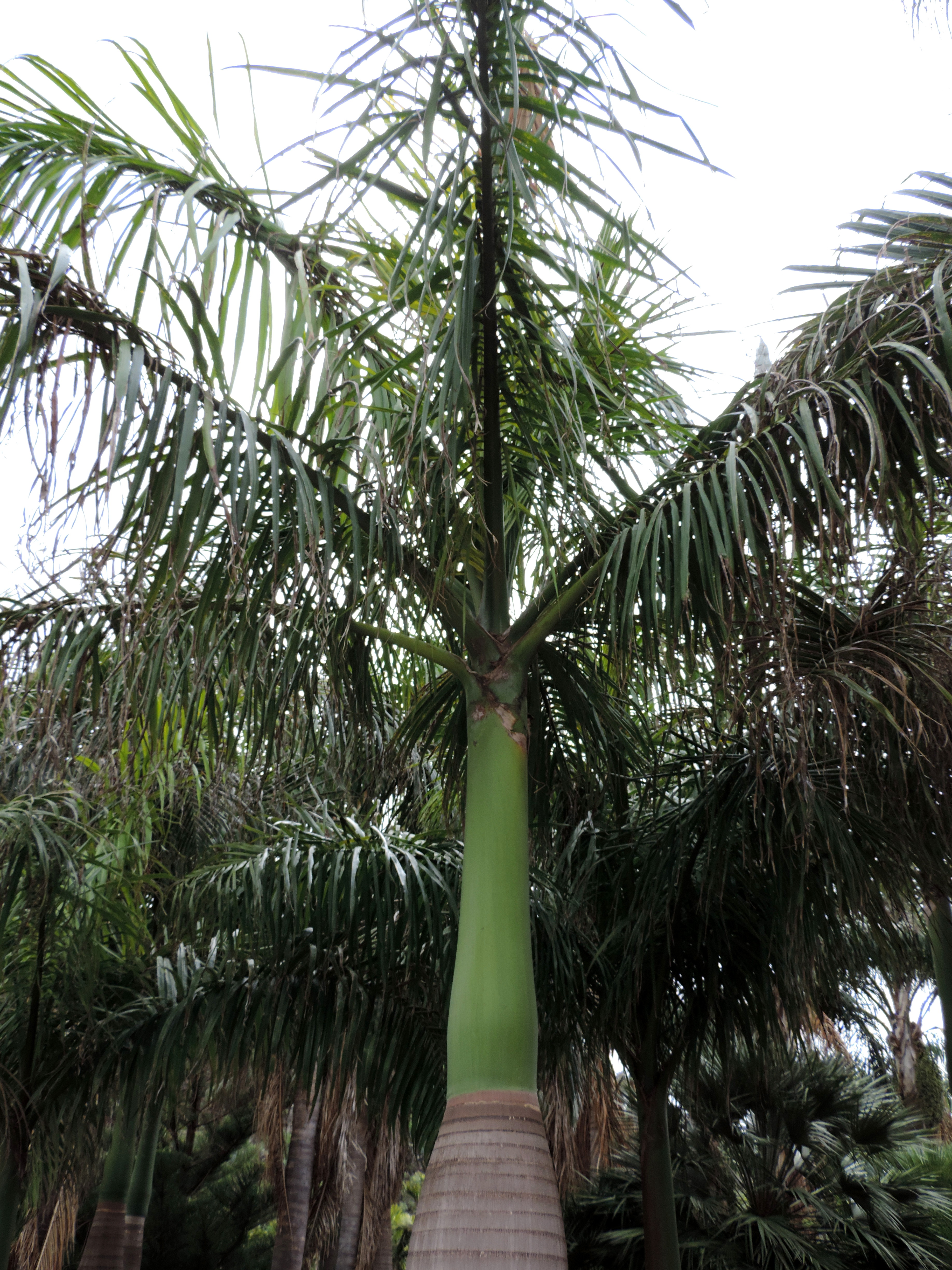
Roystonea oleracea

## Merkmale
Wie alle Vertreter der Gattung ist Roystonea oleracea eine einzelstämmige, monözische Palme mit großen Fiederblättern. Der Stamm ist grau, bis 40 m hoch bei einem Durchmesser von 46 bis 66 cm. Die Krone besteht aus 20 bis 22 Blättern, von denen die untersten in oder über der Horizontale stehen. Der Kronenschaft ist rund 2 m lang. Der Blattstiel ist 60 bis 100 cm lang. Die Rhachis ist 4  bis 4,6 m lang, die mittleren Blattsegmente sind 65 bis 94 cm lang und 8,8 bis 16 cm breit.
Der Blütenstand ist rund 1,4 m lang und 0,7 m breit. Das Vorblatt ist 46,5 bis 53 cm lang und 8,8 bis 16 cm breit. Das Vorblatt am Blütenstandsstiel (Spatha) ist rund 1,5 m lang, über der Mitte am breitesten. Die blütentragenden Achsen (Rachillae) sind 16 bis 30 cm lang und haben einen Durchmesser von 1,5 bis 2,8 mm. Die männlichen Blüten sind weiß, die Kelchblätter sind dreieckig, 1,4 bis 1,7 mm lang und 1,6 bis 2,6 mm breit. Die Kronblätter sind elliptisch bis oval, 3 bis 4,8 mm lang und 1,4 bis 2,7 mm breit. Die sechs bis acht Staubblätter sind 4,4 bis 8,8  mm lang, die Staubfäden sind ahlenförmig und 3 bis 6,9 mm lang, die Antheren 3,5 bis 4,7 mm. Die weiblichen Blüten sind weiß, es stehen 2,5 bis 4,5 Blüten pro cm. Die Kelchblätter sind nierenförmig, 1,5 bis 1,8 mm lang und 3,3 bis 4,3 mm breit. Die Kronblätter sind oval, 2,6 bis 3,4 mm lang. Die Staminodien sind sechslappig, 1,8 bis 2,5 mm lang und für 0,9 bis 1,2 mm frei. Das Gynoeceum ist 1,8 bis 2,9 mm lang bei einem Durchmesser von 1,6 bis 2,5 mm.
Die Früchte sind ellipsoidisch und buckelig, 12,6 bis 17,6 mm lang, dorsiventral 8,2 bis 10,8 mm dick, und 7,6 bis 10,4 mm breit. Das Exokarp ist purpur-schwarz mit flacher Narbe. Das Endokarp wie der Samen sind ellipsoidisch. Das Primärblatt ist lineal-lanzettlich und schwach gerippt.

## Verbreitung
Die Art kommt auf den Kleinen Antillen, Barbados, Trinidad und Tobago, im nördlichen Venezuela und im nordöstlichen Kolumbien vor. In Guyana, Surinam und Französisch-Guyana ist sie eingebürgert.

## Systematik
Die Art wurde von Nikolaus Joseph von Jacquin 1763 unter dem Namen Areca oleracea 1763 in Selectarum stirpium americanum historia Seite 278 erstbeschrieben. Martius stellte die Art 1837 in die Gattung Oreodoxa, ehe sie Orator Fuller Cook 1901 in die von ihm im Jahr zuvor neu aufgestellte Gattung Roystonea in Bulletin of the Torrey Botanical Club Band 28 Seite 554 überführte.
Scott Zona hatte 1996 in seiner Bearbeitung der Gattung für die „Flora Neotropica“ eine Varietät Roystonea oleracea var. jenmanii (Waby) Zona beschrieben, die sich von der Nominatvarietät lediglich dadurch unterschied, dass die untersten Blätter im Winkel von rund 45° nach oben stehen und die nur in Kultur bekannt ist. Diese Varietät wurde von Rafaël Govaerts in der World Checklist of Palms nicht als gültig angesehen.

## Belege
- Scott Zona: Roystonea (Arecaceae: Arecoideae). Flora Neotropica, Band 71, 1996, S. 1–35. (JSTOR)